# Луїс Фернандо Гомес да Коста
Луїс Фернандо Гомес да Коста (порт. Luiz Fernando Gomes da Costa, нар. 15 листопада 1971, Порту-Алегрі) — бразильський футболіст, що грав на позиції півзахисника.

## Клубна кар'єра
У дорослому футболі дебютував 1989 року виступами за команду «Інтернасьйонал», в якій провів три сезони, взявши участь у 28 матчах чемпіонату. 1992 року перейшов у іспанський «Реал Мадрид», але виступав виключно за резервну команду у Сегнуді і наступного року повернувся у «Інтернасьйонал».
1995 року став гравцем «Крузейру», з якою у 1996 році став володарем Кубка Бразилії та переможцем Ліги Мінейро.
В подальшому виступав за невеликі бразильські клуби «Ріо-Бранко», «Понте-Прета», «Гуарані» (Кампінас), «Америка» (Сан-Паулу), «Гояс», «Гуарані» (Кампінас), «Гама», «Санту-Андре» та «Бразильєнсе», але ніде надовго не залишався.
Завершив ігрову кар'єру у команді «Пелотас», за яку виступав протягом 2004 року.

## Виступи за збірну
1991 року залучався до складу молодіжної збірної Бразилії. У складі цієї команди виграв Молодіжний чемпіонат Південної Америки у Венесуелі і поїхав на Молодіжний чемпіонат світу 1991 року в Португалії. Там Луїс Фернандо забив по голу в матчах групового етапу проти Мексики (2:2) та Кот-д'Івуару (4:1) та допоміг команді дійти до фіналу, в якому його команда поступилась в серії пенальті 2:4 господарям турніру португальцям і змушена була задовольнитись срібними нагородами.
З командою до 23 років у 1992 році брав участь у Передолімпійському турнірі КОНМЕБОЛ, де бразильці не змогли вийти з групи.

## Титули і досягнення
- Чемпіон Південної Америки (U-20): 1991
- Переможець Ліги Гаушу (2):

«Інтернасьйонал»: 1991, 1992
- Володар Кубка Бразилії (1):

«Крузейру»: 1996
- Переможець Ліги Мінейро (1):

«Крузейру»: 1996